# Борис Бушнаков
Борис Наумов Бушнаков или Бошнаков е български юрист и общественик.

## Биография
Роден е през 1900 година в София в семейство от Охрид. Племенник е на Марко Бошнаков. Завършва право в Софийския университет и икономика в Свободния университет (1920 – 1924). През 1923 – 1924 година е съдебен кандидат и адвокат. От 1924 до 1934 година е финансов инспектор в БДЖ. В периода 1934 – 1942 година е главен инспектор при Министерство на финансите, през 1943 – 1944 година – юрисконсулт в Министерство на земеделието и държавните имоти, през 1945 – 1951 г. – в Столична община и от 1951 до 1953 г. във „Водстрой“. През 1931 година става основател и заместник-председател на Ючбунарската и Средногорската популярна банка. Влиза в ръководството на Охридското културно-просветно братство „Свети Климент“, заместник-председател е на Профсъюза на общинските служители и съучредител на Народния съюз „Звено“. Умира през 1993 година в София.
Личният му архив се съхранява във фонд 1967К в Централния държавен архив. Той се състои от 118 архивни единици от периода 1890 – 1993 г.